# Харалан Ангелов
Харалан Василев Ангелов е български поет и обществен деец. Кмет на Варна (1885-1888).

## Биография
Роден е в Шумен на 10 февруари 1845 г. Учи в родния си град при Добри Войников и Атанас Гранитски. Изучава самостоятелно чужди езици, като френски, руски и италиански език. Работи като учител и читалищен деец в с. Жеравна в периода 1870 – 1873 г., там основава читалище „Единство“ през август 1870 г. и развива широка просветна, театрална и обществена дейност. Започва да пише стихотворения и ги публикува в списание „Читалище“. Свири на цигулка и дори композира. Изнася беседи след църковната служба в неделя.
След Освобождението заема административни длъжности в Шумен, Разград, Лом и Стара Загора. 
Харалан (Харалампий) Ангелов е бил избран за народен представител от Шуменски окръг в Учредителното събрание през 1879 г., но е бил заменен със следващия го по брой гласове - Хаджи Сюлейман. Това е станало по разпореждане на Руския императорски комисар княз Дондуков-Корсаков, който е искал да има 5 депутата с турска националност от Варненска губерния.
Избран е за народен представител в I обикновено народно събрание. Работи като учител във Варна, избран е за кмет на Варна от май 1885 г. до март 1888 г., а през 1891 г. е окръжен управител в Разград.
Умира във Варна на 25 юли 1904 г. от туберкулоза на 59-годишна възраст.

## Памет
На Харалан Ангелов е наречена улица в квартал „Драгалевци“ в София (Карта).